# Temporada da NBA de 2004–05
A Temporada da NBA de 2004-05 (em inglês: 2004-05 NBA season) foi a 59ª temporada da National Basketball Association (NBA). Teve início em 2 de novembro de 2004 e término em 23 de junho de 2005. A temporada acabou com o San Antonio Spurs derrotando o campeão da temporada anterior Detroit Pistons por 4-3 na final.

## Resultados finais

### Conferência Leste
| Time                 | V  | D  | %    | Razão GB |
| -------------------- | -- | -- | ---- | -------- |
| Boston Celtics-y     | 45 | 37 | .549 | -        |
| Philadelphia 76ers-x | 43 | 39 | .524 | 2        |
| New Jersey Nets-x    | 42 | 40 | .512 | 3        |
| Toronto Raptors      | 33 | 49 | .402 | 12       |
| New York Knicks      | 33 | 49 | .402 | 12       |

| Time                | V  | D  | %    | Razão GB |
| ------------------- | -- | -- | ---- | -------- |
| Detroit Pistons-y   | 54 | 28 | .659 | -        |
| Chicago Bulls-x     | 47 | 35 | .573 | 7        |
| Indiana Pacers-x    | 44 | 38 | .537 | 10       |
| Cleveland Cavaliers | 42 | 40 | .512 | 12       |
| Milwaukee Bucks     | 30 | 52 | .366 | 24       |

| Time                 | V  | D  | %    | Razão GB |
| -------------------- | -- | -- | ---- | -------- |
| Miami Heat-z         | 59 | 23 | .720 | -        |
| Washington Wizards-x | 45 | 37 | .549 | 14       |
| Orlando Magic        | 36 | 46 | .439 | 23       |
| Charlotte Bobcats    | 18 | 64 | .220 | 41       |
| Atlanta Hawks        | 13 | 69 | .159 | 46       |

### Conferência Oeste
| Time                   | V  | D  | %    | Razão GB |
| ---------------------- | -- | -- | ---- | -------- |
| Seattle SuperSonics-y  | 52 | 30 | .634 | -        |
| Denver Nuggets-x       | 49 | 33 | .598 | 3        |
| Minnesota Timberwolves | 44 | 38 | .537 | 8        |
| Portland Trail Blazers | 27 | 55 | .329 | 25       |
| Utah Jazz              | 26 | 56 | .317 | 26       |

| Time                  | V  | D  | %    | Razão GB |
| --------------------- | -- | -- | ---- | -------- |
| San Antonio Spurs-y C | 59 | 23 | .720 | -        |
| Dallas Mavericks-x    | 58 | 24 | .707 | 1        |
| Houston Rockets-x     | 51 | 31 | .622 | 8        |
| Memphis Grizzlies-x   | 45 | 37 | .549 | 14       |
| New Orleans Hornets   | 18 | 64 | .220 | 41       |

| Time                  | V  | D  | %    | Razão GB |
| --------------------- | -- | -- | ---- | -------- |
| Phoenix Suns-z        | 62 | 20 | .756 | -        |
| Sacramento Kings-x    | 50 | 32 | .610 | 12       |
| Los Angeles Clippers  | 37 | 45 | .451 | 25       |
| Golden State Warriors | 34 | 48 | .415 | 28       |
| Los Angeles Lakers    | 34 | 48 | .415 | 28       |

- X - Disputou play-offs
- Y - Campeão da Divisão
- Z - Recorde da Conferência
- C - Campeão da NBA

## Líderes de estatísticas
| Categoria              | Jogador          | Time                   | Estatística |
| ---------------------- | ---------------- | ---------------------- | ----------- |
| Pontos por jogo        | Allen Iverson    | Philadelphia 76ers     | 30.7        |
| Rebotes por jogo       | Kevin Garnett    | Minnesota Timberwolves | 13.5        |
| Assistências por jogos | Steve Nash       | Phoenix Suns           | 11.5        |
| Roubadas por jogo      | Larry Hughes     | Washington Wizards     | 2.9         |
| Bloqueios por jogo     | Andrei Kirilenko | Utah Jazz              | 3.3         |
| % Arremessos de 2      | Shaquille O'Neal | Miami Heat             | 60.0%       |
| % Lances livres        | Reggie Miller    | Indiana Pacers         | 93.3%       |
| % Arremessos de 3      | Fred Hoiberg     | Minnesota Timberwolves | 48.3%       |